# Örményország a 2024. évi nyári olimpiai játékokon
Örményország a franciaországi Párizsban megrendezett 2024. évi nyári olimpiai játékok egyik részt vevő nemzete volt.
Az országot az olimpián 7 sportágban 15 sportoló képviselte, akik összesen 4 érmet szereztek (3 ezüst, 1 bronz), ezzel összesítésben az éremtáblázat 66. helyezettje lett.

## Érmesek
| Érem  | Versenyző        | Sportág    | Versenyszám |
| ----- | ---------------- | ---------- | ----------- |
| Ezüst | Artur Davtyan    | Torna      | ugrás       |
| Ezüst | Artur Aleksanyan | Birkózás   | 97 kg       |
| Ezüst | Varazdat Lalayan | Súlyemelés | +109 kg     |
| Bronz | Malkhas Amoyan   | Birkózás   | 77 kg       |

## Atlétika
Férfi
| Versenyző         | Versenyszám          | Selejtező | Selejtező | Döntő    | Döntő    |
| Versenyző         | Versenyszám          | Eredmény  | Helyezés  | Eredmény | Helyezés |
| ----------------- | -------------------- | --------- | --------- | -------- | -------- |
| Yervand Mkrtchyan | 800 méteres síkfutás | 1:49.91   | 9.        | kiesett  | kiesett  |

## Birkózás
Férfi
Kötöttfogású
| Versenyző        | Versenyszám | Nyolcaddöntő                | Negyeddöntő                   | Elődöntő                            | Vigaszág első kör | Vigaszág elődöntő | Bronz- mérkőzés            | Döntő                            | Helyezés                 |
| Versenyző        | Versenyszám | Ellenfél Eredmény           | Ellenfél Eredmény             | Ellenfél Eredmény                   | Ellenfél Eredmény | Ellenfél Eredmény | Ellenfél Eredmény          | Ellenfél Eredmény                | Helyezés                 |
| ---------------- | ----------- | --------------------------- | ----------------------------- | ----------------------------------- | ----------------- | ----------------- | -------------------------- | -------------------------------- | ------------------------ |
| Slavik Galstyan  | 67 kg       | Andrés Montano (ECU) · 3–2  | Mamadassa Sylla (FRA) · 3–2   | Saeid Esmaeili Leivesi (IRI) · 4–10 |                   |                   | Luis Orta (CUB) · 0–7      |                                  | 5.                       |
| Malkhas Amoyan   | 77 kg       | Jonni Sarkkinen (FIN) · 8–0 | Amin Kavianinejad (IRI) · 3–0 | Nao Kusaka (JPN) · 1–3              |                   |                   | Aram Vardanyan (UZB) · 6–5 |                                  | 3. helyezett, bronzérmes |
| Artur Aleksanyan | 97 kg       | Seungjun Kim (KOR) · 9–0    | Rustam Assalakov (UZB) · 9–5  | Gabriel Rosillo (CUB) · 5–3         |                   |                   |                            | Mohammad Hadi Saravi (IRI) · 1–4 | 2. helyezett, ezüstérmes |

Szabadfogású
| Versenyző         | Versenyszám | Nyolcaddöntő                        | Negyeddöntő                     | Elődöntő          | Vigaszág elődöntő | Bronz- mérkőzés   | Döntő             | Helyezés |
| Versenyző         | Versenyszám | Ellenfél Eredmény                   | Ellenfél Eredmény               | Ellenfél Eredmény | Ellenfél Eredmény | Ellenfél Eredmény | Ellenfél Eredmény | Helyezés |
| ----------------- | ----------- | ----------------------------------- | ------------------------------- | ----------------- | ----------------- | ----------------- | ----------------- | -------- |
| Arsen Harutyunyan | 57 kg       | Roman Bravo-Young (MEX) · 13–3      | Gulomjon Abdullaev (UZB) · 5–12 |                   |                   |                   |                   | 7.       |
| Vazgen Tevanyan   | 65 kg       | Goderdzi Dzebisashvili (GEO) · 11–0 | Tömör-Ochiryn Tulga (MGL) · 5–7 |                   |                   |                   |                   |          |

## Ökölvívás
Férfi
| Versenyző      | Versenyszám     | Selejtező         | Nyolcaddöntő               | Negyeddöntő              | Elődöntő          | Döntő             | Helyezés |
| Versenyző      | Versenyszám     | Ellenfél Eredmény | Ellenfél Eredmény          | Ellenfél Eredmény        | Ellenfél Eredmény | Ellenfél Eredmény | Helyezés |
| -------------- | --------------- | ----------------- | -------------------------- | ------------------------ | ----------------- | ----------------- | -------- |
| Davit Chaloyan | Szupernehézsúly | erőnyerő          | Delicious Orie (GBR) · 3-2 | Ayoub Ghadfa (ESP) · 0-5 | kiesett           | kiesett           | kiesett  |

## Sportlövészet
Női
| Versenyző         | Versenyszám        | Selejtező | Selejtező | Döntő   | Döntő    |
| Versenyző         | Versenyszám        | Pont      | Helyezés  | Pont    | Helyezés |
| ----------------- | ------------------ | --------- | --------- | ------- | -------- |
| Elmira Karapetyan | Légpisztoly (10 m) | 576       | 9.        | kiesett | kiesett  |

## Súlyemelés
Férfi
| Versenyző           | Versenyszám | Szakítás | Szakítás | Lökés    | Lökés    | Összesen | Helyezés                 |
| Versenyző           | Versenyszám | Eredmény | Helyezés | Eredmény | Helyezés | Összesen | Helyezés                 |
| ------------------- | ----------- | -------- | -------- | -------- | -------- | -------- | ------------------------ |
| Andranik Karapetyan | 89 kg       | 170      | 5.       | 200      | 7.       | 370      | 7.                       |
| Garik Karapetyan    | 102 kg      | 186      | 2.       | 212      | 4.       | 398      | 4.                       |
| Varazdat Lalayan    | +109 kg     | 215      | 3.       | 252      | 2.       | 467      | 2. helyezett, ezüstérmes |

## Torna
Férfi
| Versenyző      | Versenyszám | Selejtező | Selejtező | Döntő    | Döntő                    |
| Versenyző      | Versenyszám | Pontszám  | Helyezés  | Pontszám | Helyezés                 |
| -------------- | ----------- | --------- | --------- | -------- | ------------------------ |
| Artur Davtyan  | Ugrás       | 14.666    | 7.        | 14.966   | 2. helyezett, ezüstérmes |
| Vahagn Davtyan | Gyűrű       | 14.733    | 7.        | 14.866   | 6.                       |

## Úszás
Férfi
| Versenyző        | Versenyszám | Előfutam | Előfutam | Előfutam | Elődöntő | Elődöntő | Elődöntő | Döntő   | Döntő    |
| Versenyző        | Versenyszám | Idő      | Hely.    | Össz.    | Idő      | Hely.    | Össz.    | Idő     | Helyezés |
| ---------------- | ----------- | -------- | -------- | -------- | -------- | -------- | -------- | ------- | -------- |
| Artur Barseghyan | 100 m gyors | 51:54    | 7.       | 56.      | kiesett  | kiesett  | kiesett  | kiesett | kiesett  |

Női
| Versenyző            | Versenyszám    | Előfutam | Előfutam | Előfutam | Elődöntő | Elődöntő | Elődöntő | Döntő   | Döntő    |
| Versenyző            | Versenyszám    | Idő      | Hely.    | Össz.    | Idő      | Hely.    | Össz.    | Idő     | Helyezés |
| -------------------- | -------------- | -------- | -------- | -------- | -------- | -------- | -------- | ------- | -------- |
| Varsenik Manucharyan | 100 m pillangó | 1:01:24  | 3.       | 26.      | kiesett  | kiesett  | kiesett  | kiesett | kiesett  |